# Газоотражательный лоток
Газоотражательный лоток  – термин, употребляемый для обозначения устройства, которое состоит из односкатного газоотражателя и газоотводного канала, ограниченного тремя стенками в вилле лотка. Является важным элементом пусковой системы космодрома, обеспечивающий безопасный отвод газов ракетного двигателя в безопасную для ракеты-носителя зону. 
Опасными и вредными производственными факторами для полигонов различного целевого назначения являются тепловое и силовое воздействие выхлопной струи объекта. Для упорядочения  выхода газов при работе двигателя ракеты-носителя, под его сопло выставлялся газоотражательный лоток.
В 1956 году в районе станции Тюра-Там Казахстанской АССР был вырыт канал газоотражательного лотка глубиною в 30 метров. Его характеризовали как криволинейный газоотражательный лоток, покрытый чугунными плитами размером «метр на метр» и толщиной в 0,2 метра. Площадь газоотводного лотка (канала) космодрома Восточный составляет 27 400 кв. м, для выполнения бетонирования было использовано более 10 000 кубических метров бетонной смеси.
При катастрофе в самом начале полета присутствовала опасность попадания катапультируемого кресла в котлован. Эту проблему решили простым способом посредством металлической сетки над лотком. В специальном укрытии находилась команда с баграми, которая была готова в любой момент приступить к спасению космонавта и вытащить его с сетки. Для того, чтобы космонавт при нахождение на сетке не сгорел, была сделана система орошения ее водой. Впоследствии уже после первых запусков советские специалисты задумались о создании специальной капсулы для космонавта, обеспечивающая его спасение на высоте до 90 километров,  однако  технические требования к капсуле оказалось невозможным реализовать и остановились на предыдущем варианте.